# ترموديناميك اللاتوازن

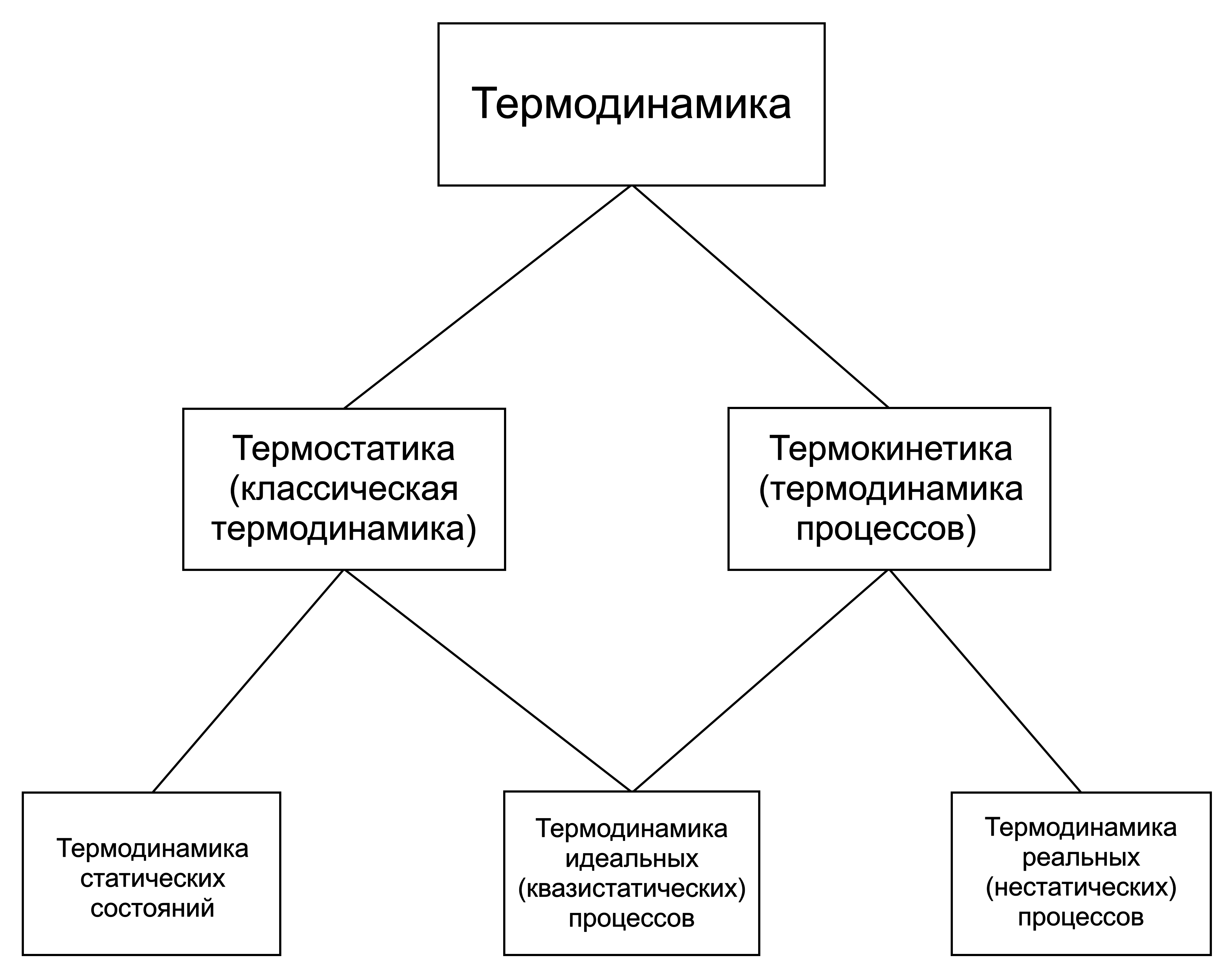

ترموديناميك اللاتوازن في الكيمياء والفيزياء (بالإنجليزية:Non-equilibrium thermodynamics ) هو أحد فروع الديناميكا الحرارية ويتعامل مع تلك الأنظمة التي لا توجد في حالة توازن ترموديناميكي. ومعظم الأنظمة التي تواجهنا في الطبيعة هي أنظمة ليست في حالة توازن ترموديناميكي حيث أنها تتغير مع الوقت، وهي معرضة بصفة مستديمة أو غير مستديمة إلى التعامل مع مواد وطاقة تأتيها من أنظمة أخرى ومن تفاعلات كيميائية. وتهتم ترموديناميكا اللاتوازن بعمليات انتقال المواد والطاقة كما تهتم بسير التفاعلات الكيميائية
. ولا يزال كثير من الأنظمة الطبيعية بعيدا عن نطاق الدراسات السائدة في الديناميكا الحرارية.
وتحتاج دراسة الأنظمة غير المتوازنة افتراضات أكثر من تلك التي نتعامل معها في التوازن الترموديناميكي. ويبدو الفرق بين الإثنين في سلوك الانظمة غير التناظرية
والتي تحتاج في دراستها على معرفة معدلات تفاعل لنظام متجانس لا يعتبر في حالة توازن ترموديناميكي.
وبالإضافة إلى ذلك تظهر صعوبة تعريف للإنتروبيا في أنظمة ليست في حالة توازن ترمويناميكي.

## نظرة عامة
دراسة ترموديناميكا اللاتوازن لا زالت في مرحلتها الأولى. وبعض المواضيع ذات الأهمية الخاصة والمتعلقة بترموديناميك اللاتوازن تتضمن معدل انتشار الطاقة (Rayleigh 1873,
 Onsager 1931,), معدل إنتاج الإنتروبيا (Onsager 1931), الحقول الترموديناميكية  والبنيات الانتشارية , وديناميكا البنيات غير الخطية.
كذلك يحظي إنتاج الإنتروبي في الحالات غير المتوازنة بالاهتمام. ومن ضمن تلك الدراسات ما يسمى " الترموديناميكية غير العكوسية المستمرة 'extended irreversible thermodynamics'.

## اقرأ أيضا
- ترموديناميكا الغلاف الجوي
- ديناميكا حرارية
- ترموديناميكا بيولوجية
- إشعاع حراري
- توازن ترموديناميكي
- الحرارة
- طاقة شمسية فضائية
- عمل (ترموديناميك)
- قوانين الديناميكا الحرارية
- حمل (فيزياء)
- نظام حركة حرارية